# メダル・オブ・オナー (2010年のゲーム)
『メダル・オブ・オナー』（Medal of Honor, 略称：MOH ）は、エレクトロニック・アーツより発売されている一人称視点シューティング (FPS) のゲームソフトで『メダル・オブ・オナーシリーズ』のリブートである。
北米では2010年10月12日に、欧州では2010年10月15日に発売された。日本版の発売日は、当初は2010年10月14日に予定されていたが、完成の遅れを理由に1週間延期され、2010年10月21日に発売された。またこの後、PC版のパッケージ版のみ発売が延期され、2010年10月26日に発売されている（EA STOREで販売されるダウンロード版(PC版)は、予定通り21日に発売された）。日本版は音声吹き替えにより日本語化されている(字幕は表示不可)。

## 概要
過去シリーズでは第二次世界大戦を舞台としてきたが、本作からシリーズ再始動を掲げ、舞台を現代のアフガニスタンに移行、「ターリバーン」などが敵として登場する。
開発元とゲームエンジンはシングルキャンペーンとマルチプレイで異なり、シングルキャンペーンの開発元はDanger Close(EA Los Angeles)、マルチプレイの開発元はEA Digital Illusions CEとなっており、シングルキャンペーンのゲームエンジンにはUnreal Engine 3を使用、マルチプレイのゲームエンジンにはFrostbite Engineを使用している。
また、メインテーマソングとしてアメリカの有名バンド、リンキン・パークが歌う"The Catalyst"が使われた。

## シングルキャンペーン
本作は9・11事件後のアフガニスタンを舞台に、プレーヤーが所属する国家指揮最高部直轄のTier 1 Operatorと呼ばれる特殊部隊の活躍が描かれている。
今回はより現実的になるように、開発の初期段階からアメリカ国家指揮権限指揮下の実在する特殊部隊のメンバーと協力、緊密な連携を取り、実際の作戦からアイディアを得て開発している。
本作のシングルキャンペーンには4人の主人公（プレイヤー）が存在し、操作することが可能になっているほか、本作における典型的なゲーム内の目的が、テロリストのアジト襲撃や、おとり捜査、人質救出など、よりリアリティのある内容に仕上がっている。また、ヘリコプターや、ジープなどのビークル類を操縦できるステージも用意されている。
本作ではシリーズ初のゴア表現が実装されており、出血や、頭部が砕けるなどの表現がある（日本版では頭部や四肢の欠損表現は削除、またマルチプレイは日本版以外でも出血表現のみ）。そのため米国などではESRB:M（17歳以上対象）に指定されている。日本ではCERO:D（17歳以上対象）に指定されている。

## 登場人物

### AFO ネプチューン(AFO Neptune)【アメリカ海軍：特殊戦開発グループ】
ラビット(Rabbit)
主人公。アメリカ軍特殊作戦部隊「AFO ネプチューン」所属のTier 1 Operator。Navy SEALs隊員。コードネームである「ラビット」の由来は、彼が6人の子供を持つ父親であることから来ている。また彼は常に、幸運のお守り(ウサギの足と呼ばれる幸運のアミュレット)を身に着けている。シングルキャンペーンの「Friends From Afar」では、M82でAFO ネプチューンを援護する際に、彼の姿を確認することが可能。モデルは海軍特殊作戦グループ「DEVGRU」所属でアナコンダ作戦に従軍したニール・C・ロバーツ（Neil C. Roberts）一等兵曹。
マザー(Mother)
アメリカ軍特殊作戦部隊「AFO ネプチューン」所属のTier 1 Operator。ラビット達部隊の隊長。Navy SEALs隊員。CH-47や崖から飛び降りるなどの、危険なリスクを冒す事が多い。また、ヒップホップ系の音楽は嫌いなようである。ブードゥーとプリーチャーからは、皮肉っぽく「お母さん」と呼ばれることがある。
ブードゥー(Voodoo)
アメリカ軍特殊作戦部隊「AFO ネプチューン」所属のTier 1 Operator。Navy SEALs隊員。彼とラビットは親友であり、彼がラビットの事を「兄弟」と呼ぶ場面がある。また、パシュトー語を喋ることが出来る。愛銃はM60E4。
プリーチャー(Preacher)
アメリカ軍特殊作戦部隊「AFO ネプチューン」所属のTier 1 Operator。Navy SEALs隊員。マザーによると、ヒップホップ系の音楽が好みなようである。無口な性格であり、会話場面は少ない。

### AFO ウルフパック(AFO Wolfpack)【アメリカ陸軍：第一特殊作戦部隊デルタ作戦分遣隊】
デュース(Deuce)
主人公。アメリカ軍特殊作戦部隊「AFO ウルフパック」所属のTier 1 Operator。彼とダスティは親友であり、パンサーは二人の事を度々「Dの付く二人」と呼ぶ場面がある。シングルキャンペーンの「First In」をクリアすると流れるカットシーンにおいて、ATVに乗る彼の姿を確認することが可能。
パンサー(Panther)
アメリカ軍特殊作戦部隊「AFO ウルフパック」所属のTier 1 Operator。デュース達部隊の隊長。ブードゥーと同じく、パシュトー語の知識はあるようだ。
ダスティ(Dusty)
アメリカ軍特殊作戦部隊「AFO ウルフパック」所属のTier 1 Operator。長く厚い顎鬚に、サングラスとニューヨーク市消防局（The Fire Department of New York City）の頭文字「FDNY」で飾られた野球帽を身に着けているのが特徴。モデルになった人物は、現実の元Tier 1 Operatorであるダスティ･ハンマー(Dusty Hammer)であり、本作のパッケージに掲載されている人物も彼。マルチプレイの連合軍側ライフルマン(Lvl 8: Tier 1 Recruit以上)の姿も、ダスティ･ハンマー(Dusty Hammer)がモデルである。
ベガス(Vegas)
アメリカ軍特殊作戦部隊AFO ウルフパック所属のTier 1 Operator。ロシア語を喋る事が出来る。

### アメリカ陸軍第75レンジャー連隊第1大隊
ダンテ・アダムス(Dante Adams)
主人公。アメリカ陸軍第1大隊第75レンジャー連隊所属。階級は特技兵。シングルキャンペーンの「Rescue the Rescuers」をクリアすると流れるカットシーンにおいて、彼の姿を確認することが可能。
ヘルナンデス(Hernandez)
アメリカ陸軍第1大隊第75レンジャー連隊所属。階級は伍長。パターソン軍曹の警告にもかかわらず、洞窟のカバーを取り外した結果、洞窟の中にいた敵に肩を撃たれ負傷。彼はチームの医療用品一式を持ち運んでいる。
ジム・パターソン(Jim Patterson)
アメリカ陸軍第1大隊第75レンジャー連隊所属。階級は三等軍曹。アダムス達部隊の隊長。結婚しており、妻にミシェル、娘にクロエがいる。また彼は、Medal of Honor(国内未発売)の主人公(後に『メダル・オブ・オナー 史上最大の作戦』、『メダル・オブ・オナー ヒーローズ』、『メダル・オブ・オナー エアボーン』にも登場)である“ジミー”ジェームズ・スティーブン・パターソン(James "Jimmy" Steven Patterson)の孫である。

### アメリカ陸軍第1大隊第2航空連隊
ブラッド "ホーク" ホーキンス(Brad "Hawk" Hawkins)
主人公。アメリカ陸軍第1大隊第2航空連隊所属。階級は大尉。AH-64 アパッチの操縦士兼射撃手。

### アメリカ空軍戦闘制御部隊
イバラ(Ybarra)
アメリカ空軍戦闘管制班所属。階級は二等軍曹。ジム・パターソン三等軍曹の分隊に編入されたアメリカ空軍戦闘管制班の一人であり、レンジャー連隊への航空支援を要請してサポートしている。

### その他
ドラッカー(Drucker)
アメリカ陸軍所属。階級は大佐。バグラム空軍基地にある戦術作戦機関の指揮官。本作のムービーイベントにて登場。フラッグ将軍から、第10山岳師団 (アメリカ軍)、第75レンジャー連隊 (アメリカ軍)、第187歩兵連隊を24時間以内に投入するよう命令を受けたが、ドラッカーはAFOチームが周囲の山の敵拠点など、重要な情報を得ており、今後AFOだけでも活動が可能な事をフラッグ将軍に提案、しかし足掛かりに過ぎないと拒絶。AFOチームだけでも敵部隊を空爆で排除する事が可能であり、その後兵力を投入し、パキスタンへの退路を断つことを提案するが、最終的にはフラッグの権力によって、兵力の投入を余儀なくされる。
フラッグ(Flagg)
アメリカ陸軍所属の将軍。階級は不明。本作のムービーイベントにて登場。フロリダのオフィスからVideoconferencing(VTC)を使用して、部下のドラッカーに指示を出している人物。兵士の損害を軽視して作戦を遂行するような性格のため部下(特にドラッカー)からの評判は非常に悪い。彼は100人から350人(その後1000人という事が判明)の敵部隊が攻撃を企てているという情報を入手、敵の重要目標が敵攻撃部隊のエリア内を通過し、パキスタンに到達すると、手出し出来なくなると懸念。ドラッカーに対し第10山岳師団 (アメリカ軍)、第75レンジャー連隊 (アメリカ軍)、第187歩兵連隊を24時間以内に投入するよう命令した。
ボスマン(Bossman)
バグラム空軍基地にある戦術作戦機関のオペレーター。AFOチームやレンジャー連隊などから入って来る要請を受け取っている。シングルプレイとマルチプレイには声のみで登場。マルチプレイでは各ゲームが終了する際のカットシーンや、サポートアクションを行う事で、彼の声を聞く事が出来る。
タリク(Tariq)
元ターリバーンであり、アメリカに情報を提供した人物。
ジョック(Jock)
アフガニスタンで活動しているSAS工員。タリクの居場所を突き止めるため、AFOウルフパックと行動を共にしていた。シングルキャンペーンの「First In」をクリアすると流れるカットシーンにおいて登場。

## マルチプレイ
マルチプレイでは連合軍（アメリカ軍）と武装勢力（ターリバーン）の二つの陣営にわかれて対戦が可能。今回はマップ内に配置されているオブジェクトを破壊できる要素があるほか、M3 ブラッドレー騎兵戦闘車(ゲームルールのCOMBAT MISSIONで連合軍側に出現。ただし一部のマップのみ。)をプレイヤーが操作する事も可能。ただし、シングルキャンペーンに登場するヘリコプターなどの航空兵器は操縦出来ない。また、今回のマルチプレイはクラス制であり、Rifleman（ライフルマン）、Special Ops（スペックオプス）、Sniper（スナイパー）の3種類の兵科から選択することが可能。一つのクラスに二つ以上の武器セットが用意されているほか、落ちている武器も拾うことが出来る。更には武器の3ヶ所の部分に自由なアタッチメントを装着できるカスタマイズ要素も実装されている。また、「バトルフィールド バッド カンパニー2」を購入しているプレイヤーは、マルチプレイでランクアップしなければアンロックする事が出来ない「M24」を初回から使用できる特典が用意されている。製品にはマルチプレイ用のオリジナルマップ8種類が収録される。

### マルチプレイベータ
北米時間の2010年6月21日より、本作のマルチプレイベータテストの実施が全機種で行われた。21日のベータテストに先駆けて、北米時間の2010年6月17日より、ベータテストの先行実施が全機種で行われた。17日より開始されたベータテストの参加条件として、エレクトロニック・アーツより発売された「バトルフィールド バッド カンパニー2」のVIPメンバーであること、そして本作を指定のショップで予約した人が対象となっている。21日より開始されるベータテストでは「バトルフィールド バッド カンパニー2」のVIPメンバー以外でも参加可能。また、fileplanetなどの一部の海外サイトでは、ベータテストに参加するためのキーコードが無料で配布されていた。国内での公式なマルチプレイベータテストの実施は行われなかったものの、日本国内からのベータテストへの参加は可能だった。PS3・PC共に2010年7月31日にベータテストが終了、ベータテストの開始日が延期されたXbox 360は、それにともない終了日も延期され、2010年8月9日に終了した。また、北米時間の2010年10月4日から2010年10月7日までPCのみでオープンベータテストが開催された。オープンベータ用のクライアントは日本からもダウンロード可能。設定で言語を日本語にすることができた。

### ゲームモード
ランダム
下記9種類のゲームモードをランダムに選択してゲームに参加するモード。
COMBAT MISSION
連合軍は攻撃側となり5つの目的の達成を目指し、武装勢力(ターリバーン)は守備側となり、対抗部隊として連合軍の目的達成阻止を目指します。プレイ中は連合軍側の残り増援部隊を示す「チーム体力メーター」が表示され、連合軍がすべての目標を達成する前にメーターが無くなれば、武装勢力の勝利となる。一部のマップのみ、連合軍側にプレイヤーが操縦可能なM3 ブラッドレー騎兵戦闘車が出現する。
TEAM ASSAULT
指定のエリア内でチームを組んで戦うチームデスマッチ。敵を倒すとポイントを獲得でき、相手のチームより先に所定のポイントを達成すると勝利。
SECTOR CONTROL
3つの目標を2つのチームで奪い合うモード。目標の近くに立つことで目標を確保でき、確保している間はスコアが増えていく。所定のスコアに到達したチームが勝利。複数の目標を確保するほど早くスコアが溜まる。
OBJECTIVE RAID
武装勢力側は2つの目標を制限時間内に破壊出来れば勝利となり、連合軍側は目標を守りきって武装勢力を一掃できれば勝利となる。
CLEAN SWEEP
追加コンテンツの「CLEAN SWEEP パック」をダウンロードすることで追加されるモード。連合軍と武装勢力に分かれ、制限時間内に敵を全滅させると1ラウンド獲得。3ラウンドの内、2ラウンド先取で勝利。死亡するとラウンド中は復活無し。定期的に敵の位置がレーダーに表示される。
HOT ZONE
追加コンテンツの「HOT ZONE パック」をダウンロードすることで追加されるモード。連合軍と武装勢力に分かれ、マップに配置されている特定のゾーンを占拠し、所定のポイントに到達したチームが勝利。
HARDCORE
ハードコア設定(ミニマップ非表示、武器のダメージ上昇、フレンドリーファイア有効など)の「TEAM ASSAULT」「SECTOR CONTROL」「OBJECTIVE RAID」で戦うモード。
CLEAN SWEEP(ハードコア)
追加コンテンツの「CLEAN SWEEP パック」をダウンロードすることで追加されるモード。ハードコア設定(ミニマップ非表示、武器のダメージ上昇、フレンドリーファイア有効など)の「CLEAN SWEEP」で戦うモード。
HOT ZONE(ハードコア)
追加コンテンツの「HOT ZONE パック」をダウンロードすることで追加されるモード。ハードコア設定(ミニマップ非表示、武器のダメージ上昇、フレンドリーファイア有効など)の「HOT ZONE」で戦うモード。

### 初期マップ
- ヘルマンド渓谷
- マザリシャリフ飛行場
- シャヒノット山脈
- ディワガルキャンプ
- ガルムシム市街地
- カブール廃墟
- カンダハル市場
- クナール基地

### 「CLEAN SWEEP」追加マップ
- カイバル峠洞穴
- バグラム飛行場格納庫

### 「HOT ZONE」追加マップ
- コレンガル前哨基地
- ヒンドゥークシュ峠

## ダウンロードコンテンツ
メダルオブオナー オンラインパス
このオンラインパスを購入することで、「メダル オブ オナー CLEAN SWEEP パック」を使用することが可能。パッケージに同梱されているオンラインパスを紛失した場合などの為に別売りされている。ただし特典アイテムの「MP7」「スラッグ弾」「Spec Ops Class Camouflage」のアンロックコードと、「TOZ-194」「870MCS」の早期アンロックコードは、パッケージ版同梱のオンラインパスでなければ取得できないので注意。
- Xbox 360版は10月21日に配信開始。価格は800MSP(マイクロソフトポイント)
- PS3版は10月21日に配信開始。価格は￥1.000。
- PC版にはオンラインパスの代わりに、ゲームインストール用のシリアルコードが付属。シリアルコードの別売りは無し。

メダル オブ オナー CLEAN SWEEP パック
新しいゲームモードの「CLEAN SWEEP」と「CLEAN SWEEP(ハードコア)」が追加されるほか、「カイバル峠洞穴」と「バグラム飛行場格納庫」の2つの新規マップを収録。また、初期マップの「ディワガルキャンプ」と「カブール廃墟」のアップデートが含まれている。事前にパッケージ同梱版のオンラインパスか、別売りのオンラインパスを登録しておく必要がある。
- Xbox 360版は11月2日に配信開始。価格は無料。
- PS3版は11月4日に配信開始。価格は無料。
- PC版はゲームのアップデート用データとして無料配信。

メダル オブ オナー HOT ZONE パック
新しいゲームモードの「HOT ZONE」と「HOT ZONE(ハードコア)」が追加されるほか、「コレンガル前哨基地」と「ヒンドゥークシュ峠」の2つの新規マップを収録。
- Xbox 360版は11月2日に配信開始。価格は800MSP
- PS3版は11月4日に配信開始。価格は￥1.000。
- PC版は11月4日に配信開始。価格は￥1.000。

メダル オブ オナー ショートカット パック
マルチプレイに収録されている全てのアイテムとウェポンをアンロックすることが可能。既に全てのアイテムとウェポンをアンロックしているユーザーは購入しても意味が無いので注意が必要である。
- Xbox 360版は12月7日に配信開始。価格は800MSP

## 限定版
本作では独占武器などが収録される限定版のLimited Editionも通常版と同価格で同時発売された。収録されるのは独占武器「MP7」のアンロックコードの他に、攻撃力の高いスラッグ弾（TOZ-194と870MCS専用の弾丸）、そしてマルチプレイでランクアップしなければ入手出来ない「TOZ-194」と「870MCS」が初回から使用可能になる早期アンロックコード、カモフラージュアイテム「Spec Ops Class Camouflage」の5点である。更には、Battlefieldシリーズ最新作であるBattlefield 3のベータテスト優先参加権が特典として同梱される。Battlefield 3のベータテストに関しては本作の発売から12ヶ月以内に実施予定と発表されている。また、Limited EditionのPS3版には2002年に発売された「メダル・オブ・オナー 史上最大の作戦」のHDリメイク版が収録された。
日本ではLimited Editionの発売予定は無いものの、日本で発売される通常版の全機種には「MP7」「スラッグ弾」「TOZ-194」「870MCS」と、カモフラージュアイテム「Spec Ops Class Camouflage」のアンロックコードが標準で同梱されている。しかし、「メダル・オブ・オナー 史上最大の作戦」のHDリメイク版及び、Battlefield 3のベータテスト優先参加権は日本版に同梱されていない。また、PC版を海外のEA STOREで予約購入すると独占武器の「M240」と「RPK」が付属した他に、PS3版に「バトルフィールド1943」のダウンロードコードが同梱する「ダウンロードコード同梱パック」が日本のAmazon限定で販売されていた。
更に欧州のAmazon及びGameStopで「Tier 1 Edition（欧州版・アジア版では「Tier 1 Edition」と表記。Battlefield 3のベータテスト優先参加権が付いていないこと以外は、北米版の「Limited Edition」と同様。）」を予約購入すると、日本版にも同梱される5つの特典（「MP7」「スラッグ弾」「TOZ-194」「870MCS」と、カモフラージュアイテム「Spec Ops Class Camouflage」）の他に、「M60E4」と「AssaultClass Tier 1 bearded operator」のアンロックコードが限定特典として同梱されている。また、海外のHMVで本作を予約購入すると、本編の前日譚を描いた小説が独占特典として同梱されている。著者は元SASで現在は作家として活躍するクリス・ライアン。

## 論争
本作のマルチプレイモードでプレイヤーがターリバーンとして米軍の兵士を殺害出来るとして、戦争犠牲者の遺族などから抗議の声が挙がった。また、この問題が米国の報道番組「Fox News」で取り上げられ、同番組内にイラク戦争で家族を失ったカレン・メレディスが出演。本作のゲーム内容に対し「戦争はゲームではありません、それだけのことです。実際には第二次世界大戦を扱ったゲームも作られていますが、それは現代の歴史から遠く離れた存在で、もう戦死者が出ることもないでしょう。現在、アフガニスタンは非常に悪い状態に入っています。戦争の犠牲者数は最悪の月を記録したばかりです。このゲームは10月に発売予定で、自分の子供を埋葬する家族達の目に入ることになります。(中略)これは無礼というほかありません。」とコメントした。
更には、英国保守党の防衛大臣リアム･フォックスが本作を批判。フォックスは本作に対して「タリバンの行為を再現することが許されると誰かが考えているのは非常にショックです。タリバンの手によって子供達は父親を失い、妻達は夫を失っています。私は嫌悪と怒りを感じます。我が国の国民がこのようなゲームを買うなどとはとても信じられません。小売店には英国国防軍を支持し、この無神経な製品の発売を中止するよう促したいです。」とコメントした。
これらの件に関してElectronic Arts側は「Medal of Honorは現代の戦争を舞台にしており、プレイヤーは今日の兵士の役を演じることになります。我々はゲーマーに双方の兵士を操作する機会を設けました。これは我々のほとんどが幼い子供時代からやっていることです。もし誰かが警察の役になるなら、別の誰かは泥棒の役になります。誰かは海賊の役を、また誰かはエイリアンの役になります。Medal of Honorでは誰かがタリバンの役になるのです」と声明を発表した。
また、本作のタリバン問題に対して、今度はジャック・トンプソン元弁護士が本作を批判。ジャック・トンプソン元弁護士は過去にDOOMなど有名ゲームタイトルの暴力表現に反対し訴訟を起こし、また更には過激な発言などの行動で問題になった人物で、2008年9月に行われたRockstar GamesのBULLYを相手に取った訴訟では、提出した証拠に虚偽があった事から弁護士の資格を剥奪された事でも有名。ジャック・トンプソン元弁護士はアメリカ合衆国のロバート・ゲーツ国防長官に対し、発売に反対するファックスを送りつけ、米軍がゲームの開発に協力したとして批判した。
そのほかに、オランダとニュージーランドの国防大臣等が「Medal of Honorは無意味なゲームだ」として批判。カナダの国防大臣は「これは現実だ」と述べ、Medal of Honorのタリバン問題が間違っている事は子供でも判る事で、カナダ国民の多くがこれを不快に思い腹を立てていると確信していると自身の見解を示した。
このように一部で批判を受けた本作だが、今度は米軍基地の駐留兵士向けに食料品や日常生活物資を提供しているAAFES(Army and Air Force Exchange Service=陸空軍生活品販売業務)が、米軍基地内にある大手ゲーム小売店「GameStop」49店舗(全店舗)に本作の発売を禁止するよう要請を行った。さらにこの措置は米国内だけでなく、世界各地で展開している米軍基地にも及ぶとのこと。今回の決定についてGameStopは、「現在と過去の兵士に敬意を表し、Medal of Honorを取り扱わないことに同意した」と社員宛のメールで説明。但し対象となるのはあくまで軍敷地内の店舗のみで、ゲームを購入したい場合は基地の外にある店舗で予約するようにと伝えている。一方で同様の現代戦をテーマにしたFPSの「Call of Duty: Modern Warfare 2」などは米軍基地内で問題無く発売されていることから、ゲームプレイヤーの中からは今回の米軍の対応について疑問の声もあがっている。
これら一連のタリバン問題に対して、Electronic Arts側はマルチプレイに登場するTaliban(ターリバーン)の名称をOpposing Force(武装勢力)に変更すると発表。エグゼクティブプロデューサーのグレッグ･グッドリッチが公式ブログに投稿した内容によると、マルチプレイでタリバンが登場することに戦争犠牲者の家族や友人から懸念が寄せられ、そうした人々のために今回の決断をしたとのこと。Medal of Honorシリーズが、人々の記憶や兵士の活動を故意に軽視しているわけではないと説明した。
またこの変更について、本作を米軍基地内で発売禁止に決定したAAFESは、改めて当初の決定が変更される事が無い事を明言。AAFESのブルース･カセルラ将官は、現在も進行している現実の問題に敬意を払い、現実世界の出来事をゲームで描いた本作が名称の変更によって販売される事は無いと明言、さらにアメリカ軍人及び家族達がこの決定に理解を示す事に期待すると語った。この決定についてElectronic Arts側は「EAはAAFESの決定を尊重する」と回答し、EAがこの決定について答えや改善を要求するつもりが無い事を明らかにした。
また、日本では2010年10月3日にNHK総合テレビジョンにて、本作のタリバン問題が報道された。